# A oto koń siny
A oto koń siny (tytuł oryg. Behold a Pale Horse) – amerykański dramat wojenny z 1964 w reżyserii Freda Zinnemanna. W rolach głównych wystąpili Gregory Peck, Anthony Quinn i Omar Sharif. Scenariusz JP Millera jest luźną ekranizacją książki Killing a Mouse on Sunday Emerica Pressburgera z 1961.
Film powstał w koprodukcji firm Brentwood Productions (należącej do Pecka) z Highland Productions (zarządzanej przez Zinnemanna) we współpracy z Columbia Pictures.

## Fabuła
Manuel Artiguez (Gregory Peck), uczestnik hiszpańskiej wojny domowej, od lat żyje na wygnaniu we Francji. Gdy dowiaduje się, że jego matka, Pilar, jest ciężko chora, rozważa potajemny powrót do kraju. Od tego zamiaru usiłuje go odwieść ojciec Francisco (Omar Sharif), który jest przekonany, że kapitan policji Viñolas (Anthony Quinn) – zaciekły wróg Artigueza – zastawił na niego pułapkę. Mimo ostrzeżeń ze strony duchownego, Artiguez decyduje się na spotkanie z matką.

## Obsada
Opracowano na podstawie materiału źródłowego:
- Gregory Peck – Manuel Artiguez
- Anthony Quinn – kapitan Viñolas, oficer gwardii cywilnej
- Omar Sharif – ojciec Francisco
- Mildred Dunnock – Pilar, umierająca matka Artigueza
- Raymond Pellegrin – Carlos, przyjaciel Artigueza i jego zdrajca
- Paolo Stoppa – Pedro
- Daniela Rocca – Rosanna
- Christian Marquand – porucznik Zaganar
- Marietto Angeletti – Paco Dages
- Perrette Pradier – Maria
- Zia Mohyeddin – Luis
- Rosalie Crutchley – Teresa